# Речни патролни чамац класе 211
Речни патролни чамац класе 211 (РПЧ) пројектовани су и изграђени су у београдским бродоградилиштима „Тито” и „Бродотехника” 1980. године. Намењени су за патролирање и контролу речног саобраћаја на унутрашњим пловним путевима.

## Историја
Речни патролни чамци класе 211 изграђени су 1980. године. Укупно је изграђено 6 објеката, ознака од 211 до 216. За градњу су коришћени челик за труп и конструкцију трупа и стаклопластика за надграђе. Изграђени су у београдским бродоградилиштима Тито и Бродотехника. Свако бродоградилиште је изградило по три речна патролна чамца.
- РПЧ-211 – (повучени из употребе)
- РПЧ-212 - (повучени из употребе)
- РПЧ-213 „Колубара“
- РПЧ-214 „Морава“
- РПЧ-214 - (повучени из употребе)
- РПЧ-216 „Тимок“

Највећи део експлоатације провели су у јединицама Граничног дунавског одреда, све до дезангажовања Војске Србије и Црне Горе са задатака обезбеђења државне границе. Свих шест пловних објеката типа РПЧ-211 предати су Речној флотили наређењем Команде Морнарице од 12. јануара 2006. и Команде Новосадског корпуса од 15. августа 2006. године.
Речни патролни чамци РПЧ-213 „Колубара“, РПЧ-214 „Морава“ и РПЧ-216 „Тимок“ су од 2. октобра 2008. године у оперативној употреби у саставу Групе патролних чамаца Другог речног одреда Речне флотиле.

## Опис и карактеристике
За градњу су коришћени челик за труп и конструкцију трупа и стаклопластика за надграђе.
Депласман речних патролних чамаца износи 56 тона, дужина је 21,27 m, ширина 7,5 m, висина 5,3 m и газ 1,3/1,1 m. За погон користе два дизел-мотор снаге од по 425 kW, којима развијају брзину од 30 km/h. РПЧ има посаду од 7 чланова и могућност превожења 30 војника са пуном ратном опремом.

### Тактичко-техничке карактеристике
| Речни патролни чамци класе 211 | Речни патролни чамци класе 211                                                         |
| Карактеристика                 | Опис карактеристике                                                                    |
| ------------------------------ | -------------------------------------------------------------------------------------- |
| Намена                         | Намењени су за патролирање и контролу речног саобраћаја на унутрашњим пловним путевима |
| Могућност превожења            | 30 војника са пуном ратном опремом                                                     |
| Максимална брзина              | 30 km/h                                                                                |
| Аутономија                     | 2 dana                                                                                 |
| Депласман                      |                                                                                        |
| стандардни                     | 52 т                                                                                   |
| пуни                           | 56 т                                                                                   |
| Погонска група                 |                                                                                        |
| pogonski motori                | два дизел мотора снаге 425 kW сваки                                                    |
| пропулзор                      | два осовинска вода са пропелерима са фиксним крилима                                   |
| Димензије                      |                                                                                        |
| Дужина                         | 21,27 м                                                                                |
| Ширина                         | 7,5 м                                                                                  |
| Висина                         | 5,3 м                                                                                  |
| Газ на прамцу                  | 1,3 м                                                                                  |
| Газ на крми                    | 1,1 м                                                                                  |
| Наоружање                      |                                                                                        |
| топ ПВО                        | 1 x 20 мм М71 четвороцевни                                                             |
| топ ПВО                        | 1 x 20 мм М71 једноцевни                                                               |
| Навигациона опрема             |                                                                                        |
| радар                          | Decca RM-110                                                                           |
| радио-пријемником              | РУП-12М                                                                                |
| радио телефон                  | УКТ-ФМ 66/17                                                                           |
| дубиномер                      |                                                                                        |

## Галерија
Патролни чамци РПЧ-213 и РПЧ-214 на Дунаву код Новог Сада током војне вежбе поводом ослобођења Новог Сада у 2. светском рату.